# Gare de Zétrud-Lumay
La gare de Zétrud-Lumay est une ancienne gare ferroviaire belge de la ligne 142, de Namur à Tirlemont située à Zétrud-Lumay sur la commune de Jodoigne, dans la province du Brabant wallon en Région wallonne.

## Situation ferroviaire
La gare de Zétrud-Lumay était établie au point kilométrique (PK) 35,7 de la ligne 142, de Namur à Tirlemont, via Éghezée et Jodoigne, entre les gares de Saint-Jean-Geest et de Hoegaarden.

## Histoire
La gare de Lumay entre en service le 6 juin 1867 lorsque la Compagnie du Chemin de Fer de Tamines à Landen ouvre à l'exploitation la section de Tirlemont à Ramillies.
Les Chemins de fer de l'État belge rachètent la compagnie en 1871 et conservent le bâtiment de gare érigé par le Tamines-Landen. Il sera revendu par l'administration des domaines à des particuliers après la fermeture du guichet.
La SNCB met fin aux dessertes voyageurs entre Tirlemont et Ramillies le 20 novembre 1960 ; des trains de marchandises continuant à arpenter cette section au départ de Tirlemont puis Namur jusqu'en 1973. Les rails sont démantelés en 1978 et un RAVeL réutilise le tracé dans les années 2000.

## Patrimoine ferroviaire
Le bâtiment des recettes est le seul exemple encore existant d'une série de bâtiments érigés en plusieurs exemplaires dans les gares des lignes 142 et 147. Celui de Perwez appartient à un autre type partagé avec celui, démoli, de la gare de Jodoigne. Il se compose d'un corps central à étage de trois travées avec sur sa gauche une aile de deux travées (une côté quai) au toit légèrement plus bas ; une aile sans étage occupant le côté droit. La façade est en briques apparentes avec des arcs en plein cintre au rez-de-chaussée et des baies rectangulaires à l'étage. Les pignons étant percés de fenêtres rondes ou arquées de disposition irrégulière. Il sert maintenant d'habitation.